# Eger (Wörnitz)
De Eger is zijrivier van de Wörnitz in Zuid-Duitsland.
De Eger ontspringt bij Aufhausen in het Ostalbkreis in Baden-Württemberg, stroomt door het Nördlinger Ries en mondt bij Heroldingen in de rivier de Wörnitz uit. De lengte van de rivier is 37 km. De Eger is grotendeels gekanaliseerd; slechts in de benedenloop stroomt het deels door het natuurlijke stroombed.
- Gemeinsame Normdatei: 4092343-5